# Kidde (virksomhed)
 For alternative betydninger, se Kidde. (Se også artikler, som begynder med Kidde)
Kidde er en gruppe af virksomheder, der fremstiller og distribuerer brandalarmer og brandslukningsudstyr. I dag er Kidde-gruppen et brand og en selvstændig division indenfor United Technologies Corporation. 

## History
Selskabet blev grundlagt af Walter Kidde i 1917 i USA.
Firmaet voksede hurtigt op gennem 1920erne og etablerede i 1935 en filial i Colnbrook, Storbritannien, som første led i en oversøisk ekspansion.

## Fusioner
Selskabet blev opkøbt af Williams Holdings i 1988, og blev året efter slået sammen med Graviner (et andet Williams Holdings selskab) til Kidde Graviner. I 1993 blev Williams Holdings opkøbt af Dunford Hepburn.Kidde Graviner blev derefter adskilt fra Williams Holdings i 2000.
I 2005 blev Kidde opkøbt af  United Technologies Corporation for 2,8 mia. dollars og slået sammen med Chubb Security, der også var et tidligere Williams Holdings selskab, og adskillige andre varemærker til UTC Fire & Security.
Kidde er dog stadig et selvstændigt varemærke indenfor den nye koncern.